# Duathathor-Henuttaui
Duathathor-Henuttaui, o Henttaui A, va ser una princesa i reina egípcia de la XX dinastia. El seu nom significa "adoradora d'Athor" i "senyora de les dues terres".

## Família
S'ha especulat que Henuttaui fos filla que Ramsès XI, últim rei de la XX dinastia, va tenir amb Tentamun.Tanmateix la pertinença de Henuttaui a les famílies reials de la fi de la dinastia XX o de les de principis de la XXI no està del tot clara i és oberta a la interpretació. Kenneth Kitchen havia assenyalatper exemple, que hi havia dues dones anomenades Henuttaui durant aquest període quan explicava alguns dels títols associats al nom de Henuttaui, ja que es relacionen molts títols al nom de Duathathor-Henuttaui: "Filla del Rei", "Esposa del rei", "Mare del Rei", "Senyora de les Dues Terres", "Esposa de les Dues Terres", "Filla de la Gran Esposa Reial", "Cantant principal d'Amun", "Mare de la Gran Esposa Reial", "Mare del gran sacerdot d'Amun" o "Mare de Generalíssim".
Edward F. Wente havia conjecturat que aquesta Henuttaui era filla de Esmendes i la reina Tentamun, esposa de Pinedjem I i mare tant del rei Psusennes com de la seva dona Mutnodjmet, de Menkheperre, Gran Sacerdot d'Amun i Generalíssim del Sud i del Nord, i de Maatkare, Esposa del Déu Amun.
| O10 | dwA · H8 · t | W10 · t · N17 · N17 |

| O10 | dwA · H8 · t | W10 · t · N17 · N17 |

Els títols relacionats amb Henuttaui ens ajuden a identificar quins dels fills de Pinedjem eren seus: Psusennes I, que es convertirà en faraó a Tanis; la seva dona Mutnedjmet i Maatkare, que es va convertir en Esposa de Déu d'Amun. És probable que també fos la mare de Henuttaui, que apareix amb Maatkare i Mutnedjmet a Karnak. És més difícil d'identificar el Gran Sacerdot al qual es fa referència als seus títols: tres dels fills de Pinedjem, Masaharta, Djedkhonsuefankh i Menkheperre, es van convertir en grans sacerdots, i un, dos o tots tres podrien haver estat fills de Duathathor-Henuttaui.
L'arqueòleg polonès Andrzej Niwiński va suposar que Henuttaui era filla de Ramsès XI i Tentamun. Dodson reconeix dues reines anomenades Tentamun, una de les quals és l'esposa de Ramsès Xi i la mare de Henuttauiu. Aquesta reina s'esmenta al papir funerari de la reina Hennutaui. Una altra reina anomenada Tentamun va ser probablement una filla de Ramsès XI i possiblement una germana de la pròpia Henuttaui, i es va casar amb Esmendes. Aquesta última Tentamun es menciona a la història de Unamun.
Henuttaui surt mencionada en un calze d'abans de l'ascens del seu marit al tron trobat a Tanis, en una llinda i en un relleu al temple Khonsu al complex de Karnak. Fins i tot aquí és esmentada com a reina, amb el seu nom escrit en un cartutx. Posteriorment també s'esmenti en una estela de Coptos, al temple de Mut a Karnak i en diversos objectes trobats a la tomba del seu fill a Tanis. Està representada a la façana del temple de Khonsu a Karnak.

## Mort i sepultura

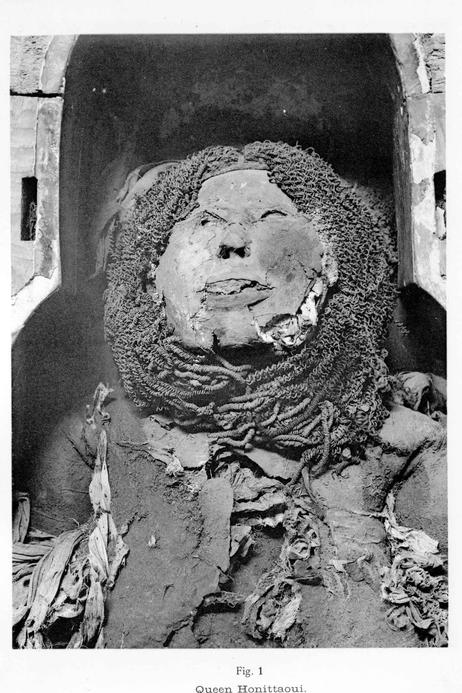
Mòmia de Duathathor-Henuttaui.

La seva mòmia i els taüts van ser trobats a la tomba DB320 juntament amb els de diversos membres de la seva família immediata. Henuttaui havia estat enterrada en un altre lloc abans de ser traslladada a l'amagatall de Deir el-Bahari, però no se'n sap el lloc.
La mòmia de Henuttaui es va trobar en un conjunt de dos taüts de fusta. Els taüts devien estar coberts d'or, però ja no hi era. Avui en dia es troben al Museu d'Antiguitats del Caire. La mòmia va ser malmesa pels saquejadors de tombes. A la recerca de l'escarabat del cor havien foradat zona del tòrax. Omplir amb lli sota la pell de les mòmies s'havia convertit en una pràctica habitual de la momificació de la XX dinastia, tanmateix això havia fet que la carn de la cara de Henuttaui s'obrís. El rostre es va restaurar després del descobriment.
Auguste Mariette va comprar dos grans rotlles de papir funeraris que es creu que pertanyien a la reina Henuttaui.